# Eberfing
Eberfing település Németországban, azon belül Bajorországban. Lakosainak száma 1508 fő (2023. december 31.). Eberfing Seeshaupt, Weilheim in Oberbayern és Polling községekkel határos.

## Népesség
A település népessége az elmúlt években az alábbi módon változott:
| Lakosok száma | 559  | 1000 | 804  | 872  | 1353 | 1374 | 1428 | 1442 | 1496 | 1508 |
|               | 1875 | 1950 | 1975 | 1987 | 2012 | 2014 | 2016 | 2017 | 2021 | 2023 |